# Episodi di Big Mouth (ottava stagione)
L'ottava e ultima stagione della serie animata Big Mouth, composta da 10 episodi, è stata interamente pubblicata dal servizio di video on demand Netflix il 23 maggio 2025, nei paesi in cui il servizio è disponibile.
| nº | Titolo originale                           | Titolo italiano                                         | Pubblicazione  |
| -- | ------------------------------------------ | ------------------------------------------------------- | -------------- |
| 1  | Homecumming                                | Vieni al ballo?                                         | 23 maggio 2025 |
| 2  | Cliques, Pricks, and Sonic’s Dick          | Qual è il tuo gruppo?                                   | 23 maggio 2025 |
| 3  | Why Do We Go Through Puberty?              | Un corpo da esplorare                                   | 23 maggio 2025 |
| 4  | Lola Skumpy: License to Drive              | Lola Skumpy adesso ha la patente!                       | 23 maggio 2025 |
| 5  | Am I Smoking Too Much Weed?                | Sto fumando troppa erba?                                | 23 maggio 2025 |
| 6  | Everyone Watches Porn                      | @Scarlett_bucoprofondo è in diretta                     | 23 maggio 2025 |
| 7  | Have Some Goddamn Compassion               | Prova ad avere un po' di dannata compassione            | 23 maggio 2025 |
| 8  | Horny Talky Yes Please                     | Conversazioni arrapate, sì grazie                       | 23 maggio 2025 |
| 9  | Everything We Forgot to Tell You About Sex | Tutto quello che abbiamo dimenticato di dirti sul sesso | 23 maggio 2025 |
| 10 | The Great Unknown                          | Verso l'ignoto                                          | 23 maggio 2025 |